# Isabela Aragonská (1330)
Isabela Aragonská (katalánsky Elisabet d'Aragó i d'Anjou, německy Elisabeth von Aragón, 1300? – 12. července 1330) byla vévodkyně rakouská a štýrská a zároveň římsko-německá královna z rodu aragonských králů.

## Život
Isabela byla jednou z mnoha dcer Jakuba Aragonského a Blanky, dcery neapolského krále Karla II.
Rané dětství trávila u své pratety, bývalé byzantské císařovny Konstancie. Roku 1312 vyslali rakouští vévodové posly na aragonský dvůr a po dlouhých jednáních došlo k uzavření dohody. Vévoda Fridrich přesvědčil své bratry, aby se vzdali všech nároků na vládu v rakouských zemích a podařilo se mu získat i souhlas zemských stavů. Splnil tak podmínku krále Jakuba, že vláda nebude roztříštěna mezi množství habsburských bratrů a Jakubův zeť bude jediným vládcem. Svatba v zastoupení se konala roku 1313 v Barceloně a poté se mladičká nevěsta vydala do alpské země. 31. ledna 1314 se na štýrském hradě Judenburg konal dynastický sňatek. Isabela přijala německé jméno Alžběta.
Po nečekané smrti Jindřicha Lucemburského se uvolnil trůn Svaté říše římské a započal zápas o jeho obsazení. Jedním z mnoha nápadníků o tento post byl i Fridrich. Isabela v dopise otci z června 1314 sděluje, že manžel má mezi říšskými kurfiřty čtyři hlasy a pevně doufá v příznivý průběh volby. Zúčastnila se také Fridrichova červencového jednání s uherským králem Karlem Robertem, který slíbil Habsburkům všestrannou podporu proti komukoli a také, že bez jejich účasti neuzavře s nikým mír. V září téhož roku byl Fridrich zvolen v Sachsenhausenu římským králem. O den později druhá část kurfiřtů v čele s Janem Lucemburským zvolila Fridrichova bratrance Ludvíka Bavora.

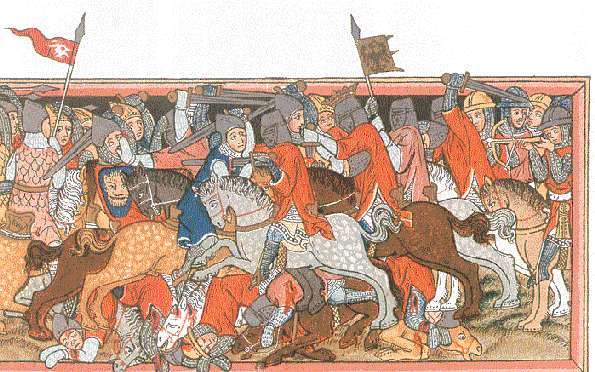
Bitva u Mühldorfu

Isabela se o letnicích roku 1315 v Basileji dočkala korunovace a v krátkém sledu porodila Fridrichovi tři děti. Manželství bylo zřejmě harmonické, ale královský pár i přes bohaté Isabelino věno díky válčení s Ludvíkem Bavorem často bojoval s nedostatkem finančních prostředků. Isabela byla nucena finanční nouzi řešit prodejem svých šperků. Fridrich sňatkem získal politickou podporu svého tchána Jakuba Aragonského.
Dvojvládí v říši trvalo až do roku 1322, kdy v bitvě u Mühldorfu Fridrich upadl do Bavorova zajetí a byl internován na hradě Trausnitz. V březnu 1325 uvězněný vévoda uzavřel s Ludvíkem tzv. Trausnitzký mír, kdy přislíbil svému soupeři za svou svobodu, že se vzdá královského titulu, své državy přijme jako říšská léna a podpoří Ludvíka v boji proti jeho nepřátelům. Dohoda selhala na nesouhlasu Fridrichových bratrů a Fridrich se tak rytířsky vrátil zpět ke svému vězniteli. V září 1325 bratranci uzavřeli smlouvu novou. Ludvík uznal Fridricha za spolukrále, vládu nad říší měli vykonávat společně. Leopold Habsburský se smlouvou po přislíbení říšského vikariátu souhlasil, ne však papež.
Ludvík Bavor se nadále aktivně projevoval na politickém kolbišti. Fridrich byl pravděpodobně v důsledku věznění nemocný a poslední tři roky svého života o sobě téměř nedával vědět.
| „               | Zemřel utrápen tíhou rozličných nemocí a zvláště hrozným množstvím vší na svém hradě, zvaném Gutestein... Tento Fridrich... svedl mnoho bitev, ale postrádal takřka obyčejně vítězství a působil v říši nebezpečné rozkoly... | “ |
| — Petr Žitavský | |   |

Údajně osleplá Isabela manžela přežila o pouhých několik měsíců. a byla pohřbena ve vídeňském kostele minoritů.

## Vývod z předků
|                   |                      |  |                          |                                 |  |  |  |  |  |  |  | Petr II. Aragonský |
|                   |                      |  |                          |                                 |  |  |  |  |  |  |  |                    |
|                   | Jakub I. Aragonský   |  |                          |                                 |  |  |  |  |  |  |  |                    |
|                   |                      |  |                          |                                 |  |  |  |  |  |  |  |                    |
|                   |                      |  |                          | Marie z Montpellieru            |  |  |  |  |  |  |  |                    |
|                   |                      |  |                          |                                 |  |  |  |  |  |  |  |                    |
|                   | Petr III. Aragonský  |  |                          |                                 |  |  |  |  |  |  |  |                    |
|                   |                      |  |                          |                                 |  |  |  |  |  |  |  |                    |
|                   |                      |  |                          | Ondřej II. Uherský              |  |  |  |  |  |  |  |                    |
|                   |                      |  |                          |                                 |  |  |  |  |  |  |  |                    |
|                   | Jolanta Uherská      |  |                          |                                 |  |  |  |  |  |  |  |                    |
|                   |                      |  |                          |                                 |  |  |  |  |  |  |  |                    |
|                   |                      |  |                          | Jolanta z Courtenay             |  |  |  |  |  |  |  |                    |
|                   |                      |  |                          |                                 |  |  |  |  |  |  |  |                    |
|                   | Jakub II. Aragonský  |  |                          |                                 |  |  |  |  |  |  |  |                    |
|                   |                      |  |                          |                                 |  |  |  |  |  |  |  |                    |
|                   |                      |  |                          | Fridrich II. Štaufský           |  |  |  |  |  |  |  |                    |
|                   |                      |  |                          |                                 |  |  |  |  |  |  |  |                    |
|                   | Manfréd Sicilský     |  |                          |                                 |  |  |  |  |  |  |  |                    |
|                   |                      |  |                          |                                 |  |  |  |  |  |  |  |                    |
|                   |                      |  |                          | Blanka Lancia                   |  |  |  |  |  |  |  |                    |
|                   |                      |  |                          |                                 |  |  |  |  |  |  |  |                    |
|                   | Konstancie Sicilská  |  |                          |                                 |  |  |  |  |  |  |  |                    |
|                   |                      |  |                          |                                 |  |  |  |  |  |  |  |                    |
|                   |                      |  |                          | Amadeus IV. Savojský            |  |  |  |  |  |  |  |                    |
|                   |                      |  |                          |                                 |  |  |  |  |  |  |  |                    |
|                   | Beatrix Savojská     |  |                          |                                 |  |  |  |  |  |  |  |                    |
|                   |                      |  |                          |                                 |  |  |  |  |  |  |  |                    |
|                   |                      |  |                          | Anna Burgundská                 |  |  |  |  |  |  |  |                    |
|                   |                      |  |                          |                                 |  |  |  |  |  |  |  |                    |
| Isabela Aragonská |                      |  |                          |                                 |  |  |  |  |  |  |  |                    |
|                   |                      |  |                          |                                 |  |  |  |  |  |  |  |                    |
|                   |                      |  | Ludvík VIII. Francouzský |                                 |  |  |  |  |  |  |  |                    |
|                   |                      |  |                          |                                 |  |  |  |  |  |  |  |                    |
|                   | Karel I. z Anjou     |  |                          |                                 |  |  |  |  |  |  |  |                    |
|                   |                      |  |                          |                                 |  |  |  |  |  |  |  |                    |
|                   |                      |  |                          | Blanka Kastilská                |  |  |  |  |  |  |  |                    |
|                   |                      |  |                          |                                 |  |  |  |  |  |  |  |                    |
|                   | Karel II. z Anjou    |  |                          |                                 |  |  |  |  |  |  |  |                    |
|                   |                      |  |                          |                                 |  |  |  |  |  |  |  |                    |
|                   |                      |  |                          | Ramon Berenguer V. Provensálský |  |  |  |  |  |  |  |                    |
|                   |                      |  |                          |                                 |  |  |  |  |  |  |  |                    |
|                   | Beatrix Provensálská |  |                          |                                 |  |  |  |  |  |  |  |                    |
|                   |                      |  |                          |                                 |  |  |  |  |  |  |  |                    |
|                   |                      |  |                          | Beatrix Savojská                |  |  |  |  |  |  |  |                    |
|                   |                      |  |                          |                                 |  |  |  |  |  |  |  |                    |
|                   | Blanka z Anjou       |  |                          |                                 |  |  |  |  |  |  |  |                    |
|                   |                      |  |                          |                                 |  |  |  |  |  |  |  |                    |
|                   |                      |  |                          | Béla IV.                        |  |  |  |  |  |  |  |                    |
|                   |                      |  |                          |                                 |  |  |  |  |  |  |  |                    |
|                   | Štěpán V. Uherský    |  |                          |                                 |  |  |  |  |  |  |  |                    |
|                   |                      |  |                          |                                 |  |  |  |  |  |  |  |                    |
|                   |                      |  |                          | Marie Laskarina                 |  |  |  |  |  |  |  |                    |
|                   |                      |  |                          |                                 |  |  |  |  |  |  |  |                    |
|                   | Marie Uherská        |  |                          |                                 |  |  |  |  |  |  |  |                    |
|                   |                      |  |                          |                                 |  |  |  |  |  |  |  |                    |
|                   |                      |  |                          | Kuthen                          |  |  |  |  |  |  |  |                    |
|                   |                      |  |                          |                                 |  |  |  |  |  |  |  |                    |
|                   | Alžběta Kumánská     |  |                          |                                 |  |  |  |  |  |  |  |                    |
|                   |                      |  |                          |                                 |  |  |  |  |  |  |  |                    |
|                   |                      |  |                          | ?                               |  |  |  |  |  |  |  |                    |
|                   |                      |  |                          |                                 |  |  |  |  |  |  |  |                    |